# Dai Sheng
Dai Sheng (xinès tradicional: 戴聖, xinès simplificat: 戴圣, pinyin: Dài Shèng), també conegut com a Xiao Dai, (xinès tradicional: 小戴, xinès simplificat: 小戴, pinyin: Xiao Dài, literalment 'Petit Dai'), dates de naixement i mort desconegudes, va ser un Estudiós de Rituals de l'Emperador Xuan de la Dinastia Han Occidental. Va ser fill de Dai Ren (戴仁) i el germà menor de Dai De. Nadiu de Liang (avui en dia Shangqiu, Henan) i un fundador de la Jinwen Jingxue (今文经学, Escola de Confucianisme) de la Dinastia Han Occidental.
Ell va ajudar a compilar el Llibre dels Ritus (礼记), reduint els 85 llibres de la versió de Dai De a 46. A aquests van ser afegits tres llibres, donant els 49 que han arribat fins als nostres dies. La versió de Dai Sheng és també coneguda com a 小戴礼记.